# 웰리브
㈜웰리브(Welliv Corp.)는 대한민국의 종합서비스 회사다. 대우조선해양(주)의 자회사였으나, 조선경기 악화로 인한 자구계획의 일환으로 사모펀드인 베이사이드PE에 2017년 매각되었다. 2005년 설립되어 대우조선해양그룹의 단체급식 공급을 시작으로 현재는 건설사업, 선주, 선급에 대한 고객지원사업, 건물과 기숙사 등에 대한 시설물 관리사업, 출장 항공 및 여행을 담당하는 여행사업 등을 영위하고 있다. 현재 대표이사는 2024년 현재 최기형이다.

## 연혁[2]
대우조선해양그룹 임직원들의 복지를 향상시키고 선박을 건조하는 본연의 역할에 집중하기 위하여 「비조선분야」를 담당할 법인의 설립 필요성이 대두되었다. 이에 따라 대우조선해양㈜은 100% 지분 보유를 통해 2005년 2월1일에 회사를 창립하여 4월1일 회사의 명칭을 ㈜웰리브(Welliv)로 확정한다.
2005년 8월 임직원들의 체육시설인 스포츠플라자 운영 및 급식공급을 시작으로 2006년에는 피복세탁 등 각종 복지업무를 하였고, 급식사업에 있어서 중공업, 조선업 분야 직원식당 최초로 HACCP인증을 획득하게 된다. 또한 선박의 고객인 선주, 선급 등이 한국에서 생활하는데 불편함이 없도록 각종 서비스를 지원하는 고객지원사업 및 DSME 본사의 빌딩 관리 업무도 이때 시작되었다.
2007년에는 대우조선해양의 각종 수송업무를 수행하게 되었으며, 2010년에는 임직원들의 출장 항공 등 해외 비지니스를 지원하고, 개별 여행상담을 할 수 있도록 여행사인 웰리브투어를 운영하기 시작했다. 또한 2010년 말에는 부산-거제를 잇는 거가대교가 생기면서 양방향 휴게소인 거제해양파크와 가덕해양파크의 운영권을 따내어 휴게소 사업에 진출하게 된다.
2011년은 대우조선해양그룹 임직원들의 복지를 위한 결혼 예식장인 해피니스홀을 운영하게 되었으며, 2012년에는 선박 내 인테리어 사업을 시작하였다.
2013년에는 품질/안전보건 경영시스템 인증인 ISO 9001, OHSAS 18001을 취득하였다.
현재 경상남도 거제시에 있는 대우조선해양 옥포조선소에는 단일 사업장 최대 규모의 급식을 제공하고 있다.
2017년 8월, 조선경기 악화와 대우조선해양그룹의 자회사 매각추진계획에 따라 입찰을 통하여 사모펀드사인 베이사이드PE에 약 650억원에 매각되었다.

## 주요 사업

### 급식 사업
- 한화오션(주) 서울사무소, 시흥연구소
- 한화오션(주) 거제본사
- 디섹
- (주)삼녹
- 기타

### 고객지원 사업
- 각종 인력공급, 임대(주택 등), 물류, 선주·선급 지원(외국인 생활지원 서비스), 플랜트 제작, 물품공급

### 건설사업
- 한화오션(주) 야드 내 각종 공사 진행
- 황산마을 주차장 공사 등 관급 및 민간 공사 진행

### 여행 사업
- 웰리브투어

### 외식 사업
- 커피전문점 오페뜨
- 웰차이나(중식)

### 복지 지원
- 명명식 등 행사지원
- 피복, 세탁, 샤워장관리, 문서지원,물류지원 등
- 스포츠플라자

### 인테리어 사업
- 대우조선해양 생산 선박 내 인테리어

### 수송 사업
- 대우조선해양 거제 조선소 통근버스 등

### 시설 사업
- 시설관리(한화오션(주) 건물 및 각종 시설물 등)